# سینمای جزایر فارو

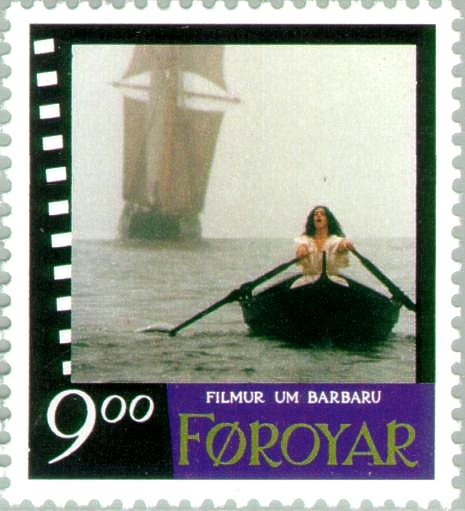
آنکه فون در لیپه، بازیگر نروژی، در فیلم دانمارکی باربارا (۱۹۹۷)

سینمای جزایر فارو پیشینه طولانی ندارد و سینمایی خرد است. جزایر فارو نام جزایر هجده‌گانه‌ای است که به عنوان یکی از مناطق خودگردان دانمارک شناخته می‌شود. از سال ۲۰۱۴ کمک‌های دولت محلی برای کارگردانان متقاضی در دستور کار قرار گرفته‌است.

## پیشینه
اولین فیلم بلند بومی تاریخ سینمای جزایر فارو راپسودی آتلانتیک (۱۹۸۹) نام دارد که ساخته کاترین اوتاستاتیر متولد توشهاون است.
اگرچه پیش از این میگوئیل مارین هیدالگو کارگردانی اسپانیایی مقیم جزایر فارو ۳ فیلم رنوا (۱۹۷۵)، هیستبلومور (۱۹۷۶) و پل فونجی (۱۹۷۷) را با بازیگران و عوامل بومی منطقه ساخته بود.

## سینمای حال حاضر
جشنواره فیلم گی‌تان (Geytin) در سال ۲۰۱۲ در خانه نوردیک (The Nordic House) یک مرکز فرهنگی قدیمی در توشهاون پایتخت جزایر فارو شکل گرفت و سکاریس ستور با فیلم کوتاه سامنوت (شب تابستان) اولین جایزه این رویداد سینمایی را بدست آورد. دیگر فیلم کوتاه وی وترامورگن (صبح زمستان) محصول ۲۰۱۳ در شصت و چهارمین جشنواره بین‌المللی فیلم برلین شرکت کرد و برنده جایزه بزرگ بهترین فیلم کوتاه شد. اولین فیلم بلند سکاریس ستور رویاهای کنار دریا (۲۰۱۷) نام دارد.
از بازیگران مطرح اهل جزایر فارو اولاف یوهانسن با فیلم دختر شرمسارگر (۲۰۱۵) و از مهم‌ترین فیلم‌های تولید مشترک دانمارک و جزایر فارو فیلم باربارا محصول ۱۹۹۷ با بازی آنکه فون لیپه قابل اشاره هستند.